# Radioamator
Radioamator este un membru al unei comunități de persoane care împărtășesc un hobby comun, acela de a comunica liber, prin intermediul undelor radio, utilizând echipamente de emisie recepție. Diferența față de ceilalți utilizatori de comunicații radio este faptul că activitatea se desfășoara fără o remunerare, în afara cadrului profesional.
Radioamatorii dobândesc această calitate prin susținerea unor examene prin care li se verifică nivelul de cunoștințe specifice.
Radioamatorii utilizează frecvențe radio, special puse la dispoziție de autoritățile de reglementare din diferitele țări din care provin, în baza unor acorduri dintre administrații și asociația mondială a radioamatorilor - IARU si EURAO 
Activitatea radiioamatorilor este prezentată și pe diferite site-uri.